# Aeonium ciliatum
Aeonium ciliatum Webb & Berthel. es una especie de planta tropical con hojas suculentas del género Aeonium en la familia Crassulaceae.

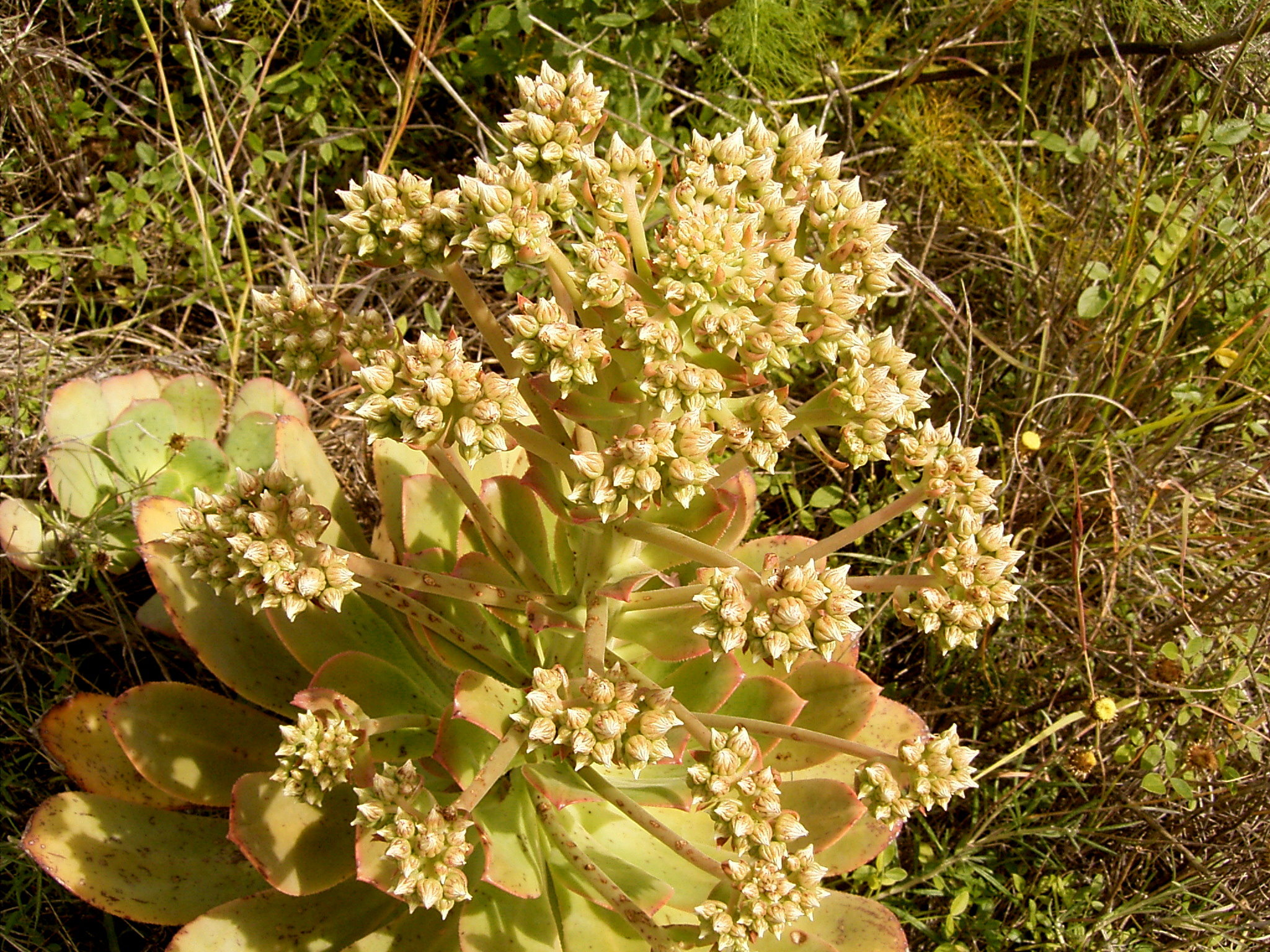
Inflorescencias

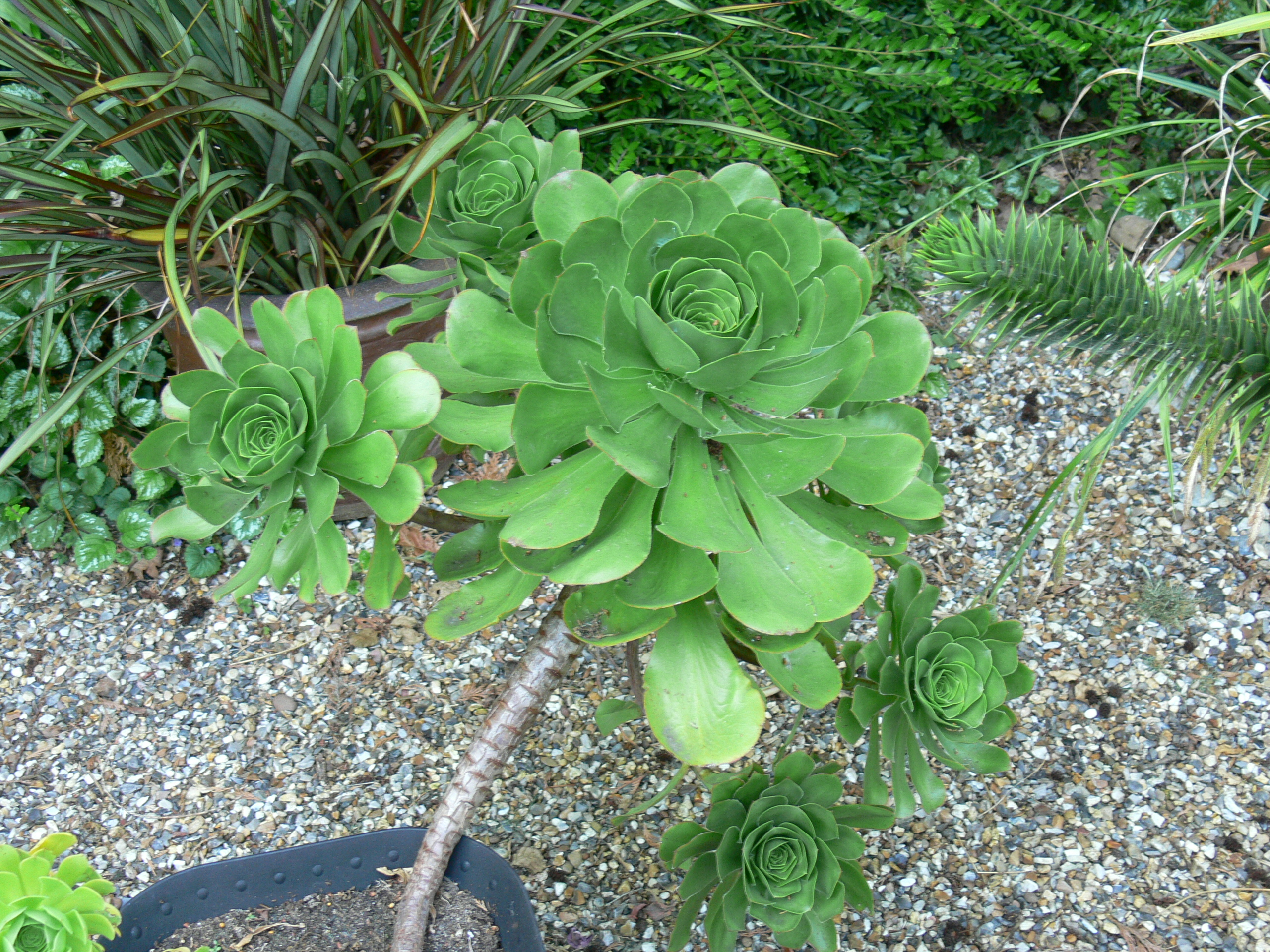
Vista de la planta

## Descripción
Pertenece al grupo de especies arbustivas ramificadas.  Las hojas son obovado-espatuladas, glabras y glaucas, de color verde oscuro a verde amarillento y con cilios delgados, rectos o ligeramente curvados en los márgenes.  Las flores poseen pétalos blanquecinos, con la cara inferior verdosa. Esta especie se incluye en el Catálogo de Especies Amenazadas de Canarias, como vulnerable, en la isla de Tenerife.

## Distribución geográfica
Aeonium ciliatum es un endemismo de Tenerife en las Islas Canarias.

## Taxonomía
Aeonium ciliatum fue descrita por  Webb & Berthel.  y publicado en Hist. Nat. Iles Canaries (Phytogr.). 3(2:1): 195 (1841).
Etimología
Ver: Aeonium
ciliatum: epíteto que alude a los cilios de las hojas.
Sinonimia
- Aeonium ciliatum subsp. ciliatum (Willd.) Webb et Berth.
- Aeonium ciliatum subsp. praegeri Bañares
- Sempervivum ciliatum Willd.[3][4]

## Nombres comunes
Se conoce como "bejeque de Anaga".